# Sint-Petrus-en-Pauluskerk (Remagen)
De Sint-Petrus-en-Pauluskerk is de rooms-katholieke stadsparochiekerk van de stad Remagen in Duitsland. De kerk staat op de resten van een Romeins kasteel en is een romaans-gotisch bouwwerk met een neo-romaanse aanbouw. Vermeldenswaard is ook de romaanse poort van de pastorie, oorspronkelijk niet behorend tot de kerkelijke gebouwen. Tot de Franse Revolutie behoorde deze kerk toe aan de abdij Deutz.

## Geschiedenis
De parochiekerk is gelegen in de noordwesthoek van het vroegere Romeinse kasteel waarvan nog bouwresten in de fundering van de kerk te zien zijn. Met zekerheid is vastgesteld dat er reeds in 1003 een kerk stond. Een grote stadsbrand in Remagen verwoestte deze kerk in 1198. Slechts enkele resten bleven behouden in het westelijke schip van de kerk.
Het oudste deel van de huidige kerk is het in 1249 gewijde koor. Aan deze wijding herinnert een plaquette uit dezelfde tijd aan de buitenzijde van het koor. Waarschijnlijk dateert het middenschip van de kerk voor een groot deel ook uit deze periode. Vroeg in de 16e eeuw werd het middenschip en koor voorzien van een rijk, laat-gotisch netgewelf. Toen in de 30-jarige oorlog Zweedse troepen Remagen bestormden, viel de kerk ten prooi aan brand. Alleen de gewelven van het koor bleven behouden; het middenschip moest worden vernieuwd en als gevolg van de uitbouw van de kerk in 1902 worden gerestaureerd.
De verschillende bouwstijlen vertegenwoordigende klokkentoren herinnert in zijn barokke spits aan de toren van de abdijkerk van Deutz en werd, dertig jaar na de verwoesting van de kerk door de Zweedse troepen, gebouwd in 1662.
Omdat de parochie groeide werd in de jaren 1900-1904 de kerk vergroot in de stijl van laat-romaanse bouwkunst van het Rijnland. De Düsseldorfse architect Caspar Clemens Pickel zorgde voor het ontwerp. Na afbraak van een zijschip bleef de oude kerk als voorhal staan. Hierdoor lijkt het voor de toeschouwer alsof het complex bestaat uit twee verschillende kerken. Bij de restauratie in de jaren 80 werd het oude deel van de kerk weer ingericht als zelfstandige ruimte voor de eredienst.

## Kerkinventaris
De inventaris vertegenwoordigt stijlen uit alle periodes die zich gelijkmatig verdelen over de oude en nieuwe kerk. Noemenswaardig zijn:
In de oude kerk:
- Het uit de 15e eeuw, laat-gotische, sacramentshuis in de koorruimte.
- Een neoromaans doopbekken, een altaartafel van 1860 en twee barokke beelden van de apostelen Petrus en Paulus in het oude kerkkoor.
- Een laatgotisch grafleggingsmonument van rond 1500 in de voormalige sacristie.

In de aanbouw van 1902:
- Een romaans hoofdaltaar uit 1240.
- Een kruisigingsgroep en laat-gotische beelden van de apostelen Petrus en Paulus.
- Een piëta uit 1600.

De overige inrichting van de neoromaanse aanbouw dateert uit de periode van de nieuwbouw. Hieronder bevindt zich o.. het celebratiealtaar en twee zijaltaren. Het orgel werd in 1968 geplaatst.

## Afbeeldingen interieur

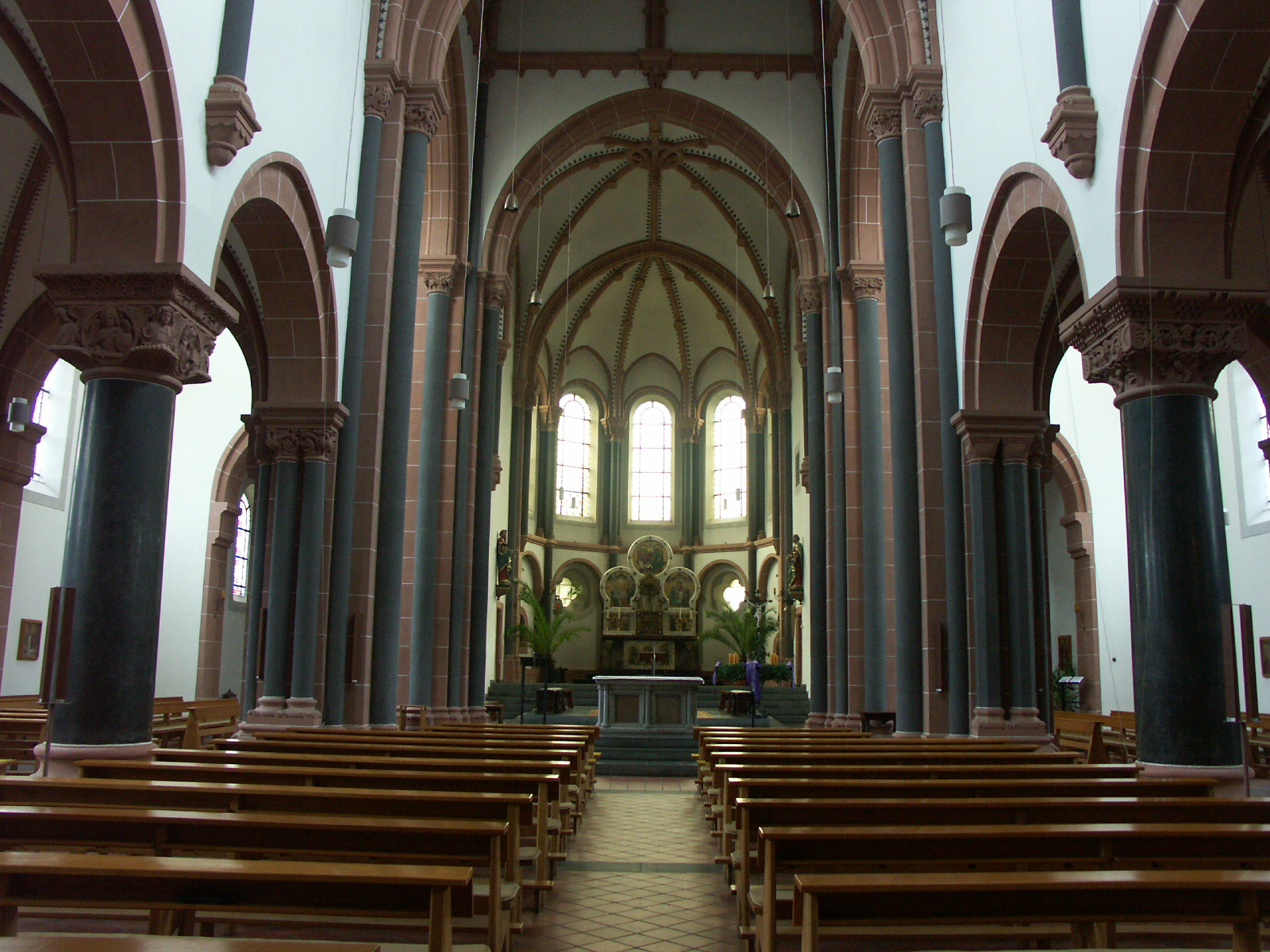
Interieur
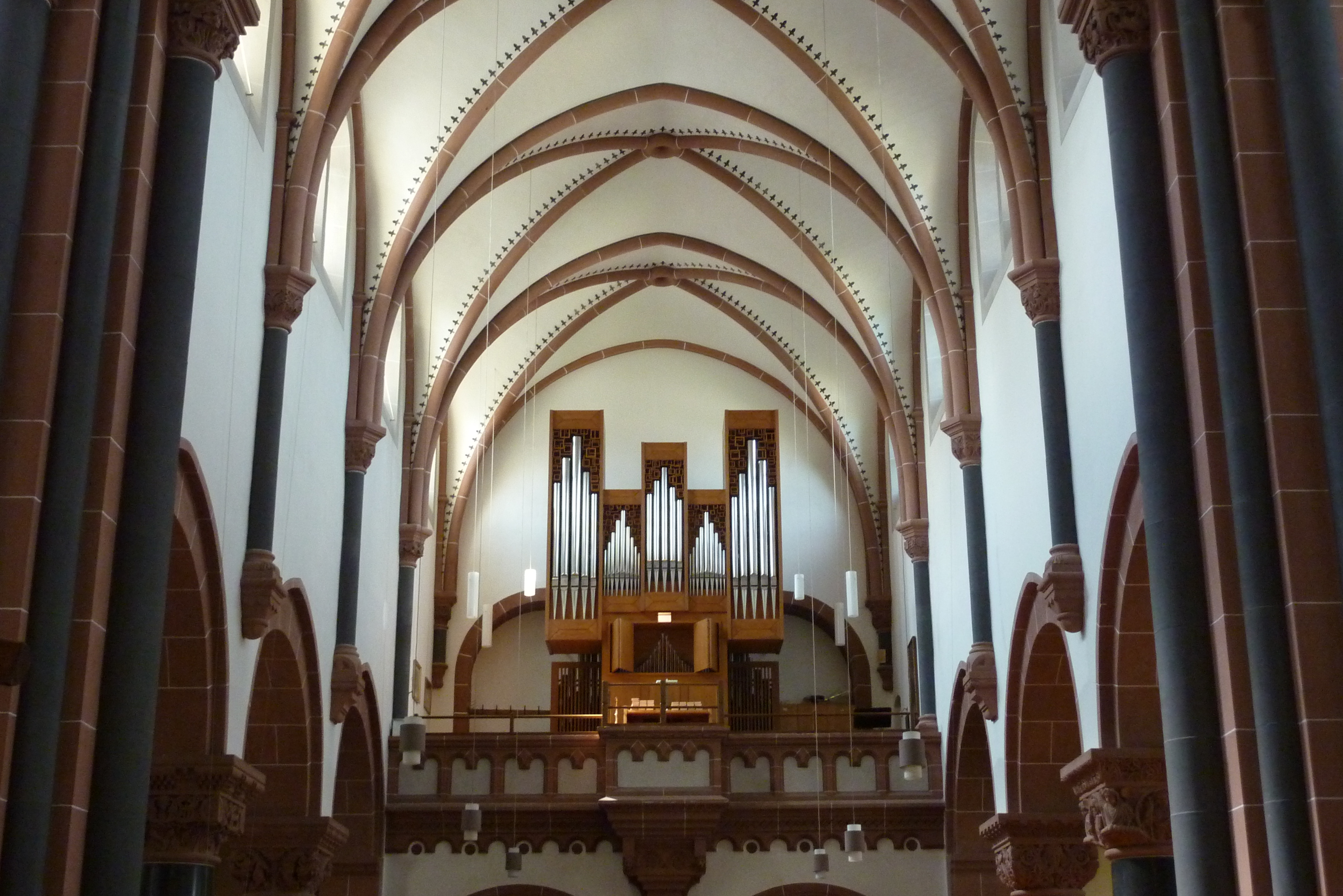
Orgel
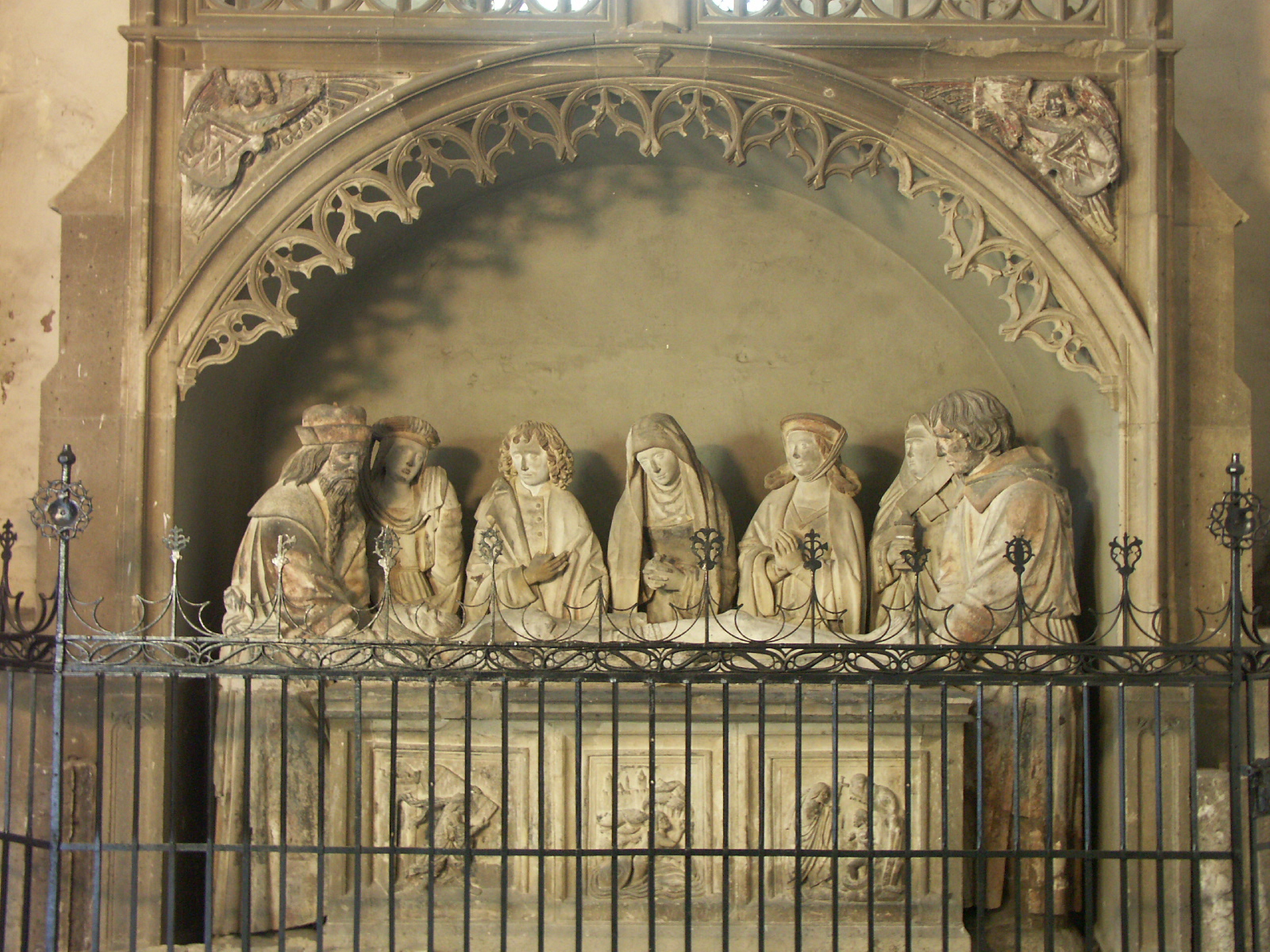
Grafleggingsmonument
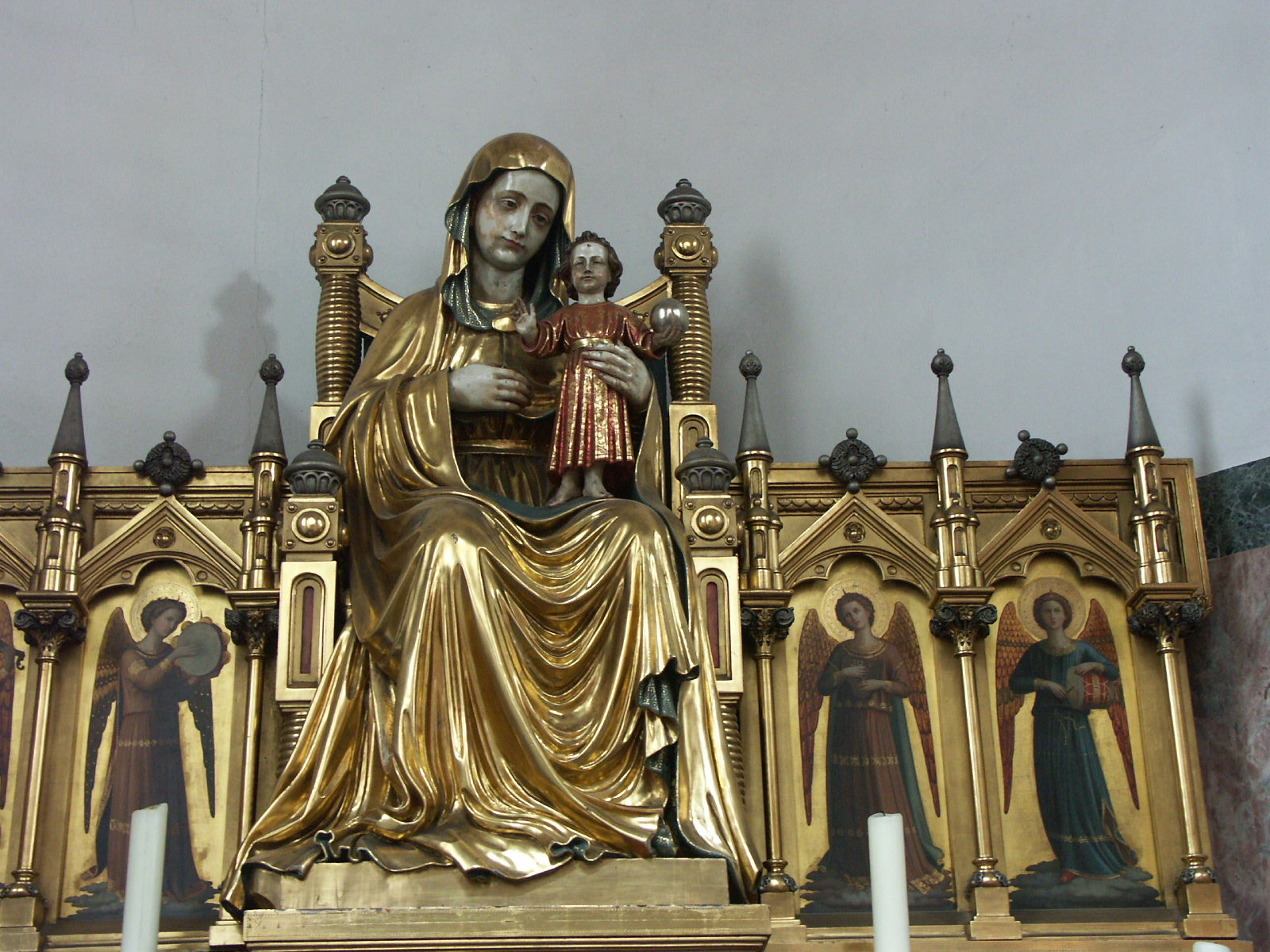
Altaarbeeld
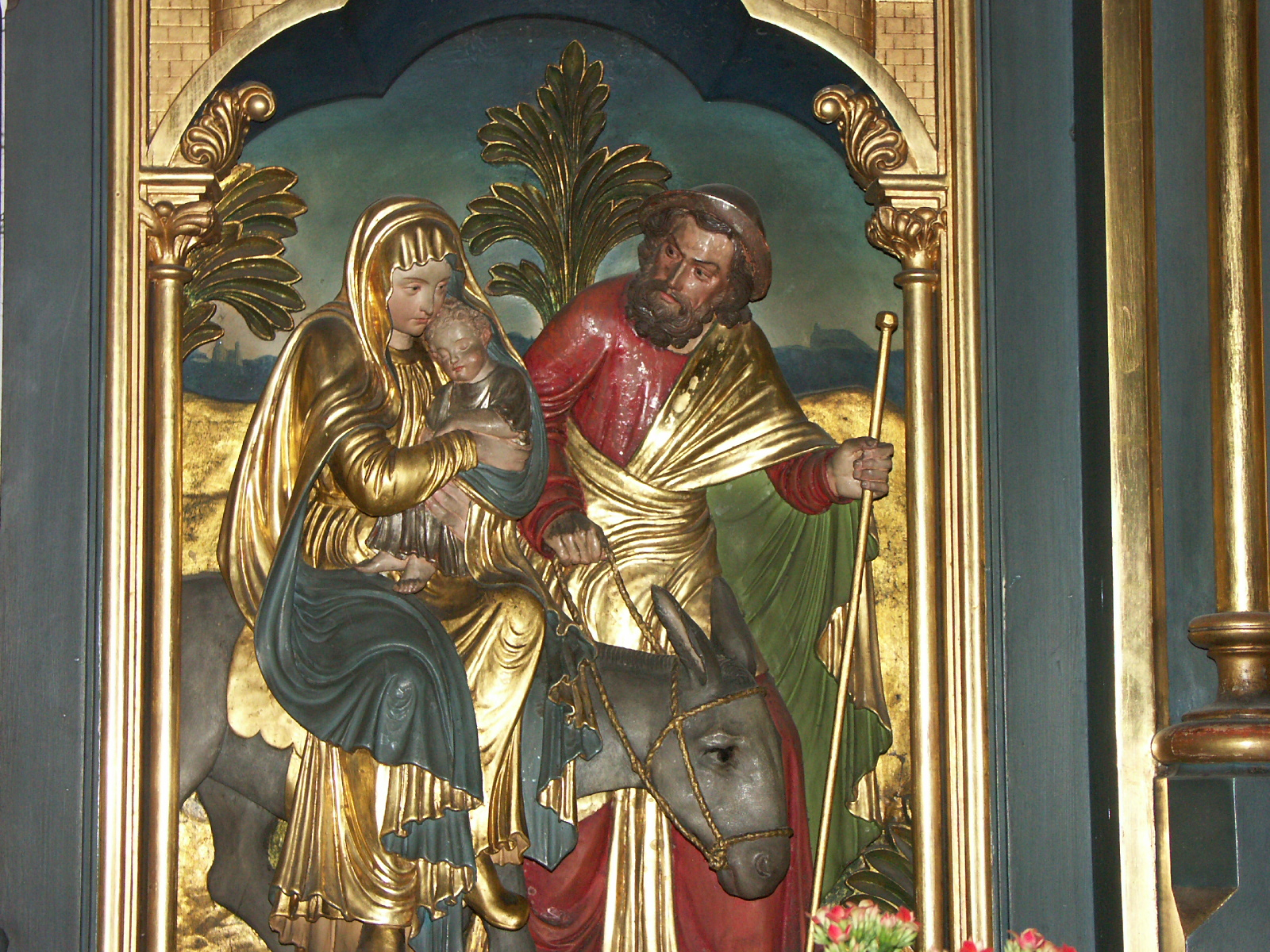
Detail hoofdaltaar (Vlucht naar Egypte)
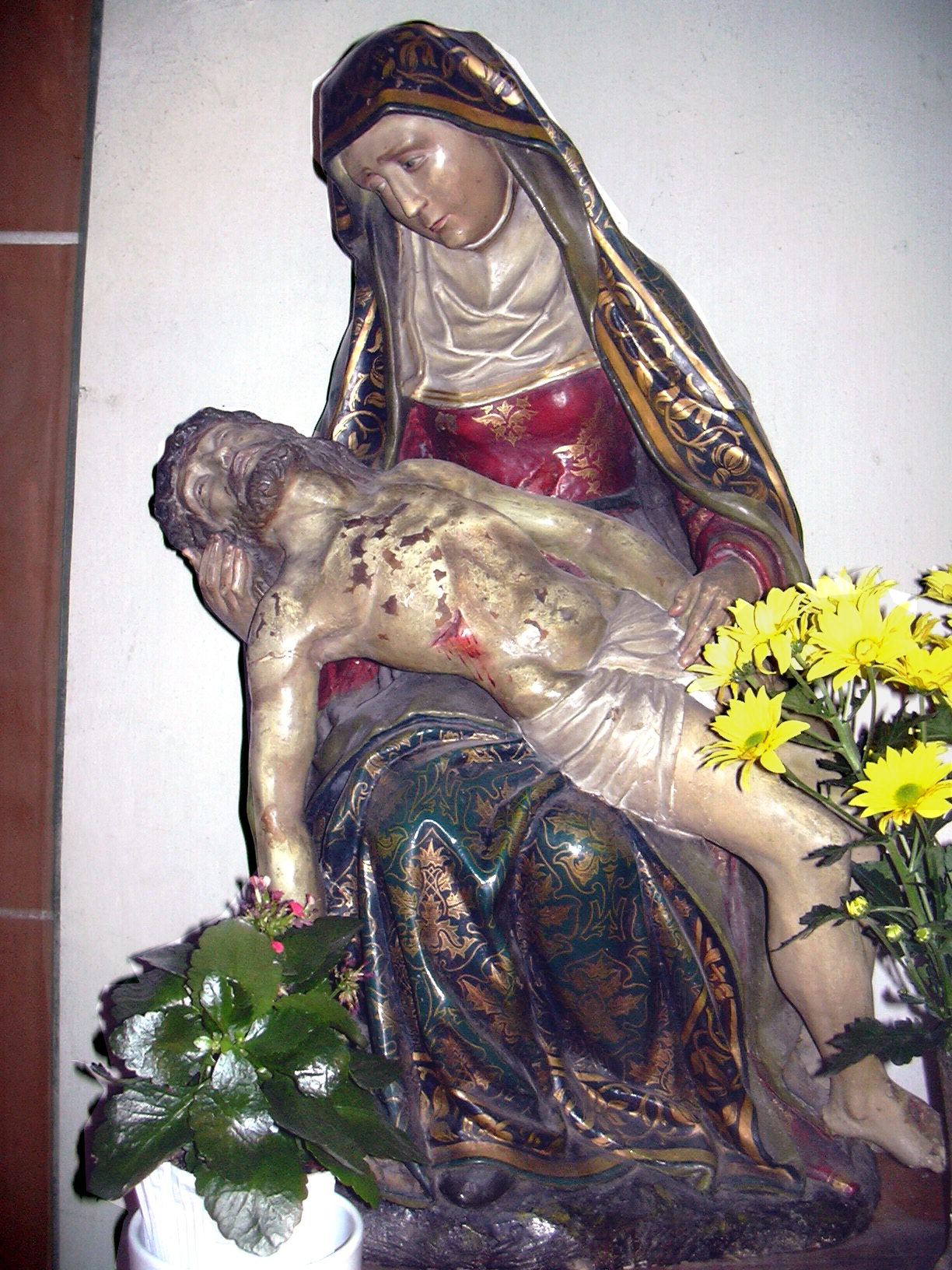
Piëta (1600)